# Stomatorhinus walkeri
Stomatorhinus walkeri är en fiskart som först beskrevs av Günther, 1867.  Stomatorhinus walkeri ingår i släktet Stomatorhinus och familjen Mormyridae. IUCN kategoriserar arten globalt som livskraftig. Inga underarter finns listade i Catalogue of Life.